# République gagaouze
12 novembre 1989 – 14 janvier 1995
Entités précédentes :
- Union soviétique ( République socialiste soviétique moldave)

Entités suivantes :
- République de Moldavie ( Unité territoriale autonome de Gagaouzie)

La République gagaouze (en gagaouze Gagauz Respublikası, en roumain Republica Găgăuzia et en russe Республика Гагаузия, Riespoublika Gagaouzia) est un ancien État non reconnu qui s'est séparé de la Moldavie lors de la dissolution de l'Union soviétique, mais a ensuite rejoint pacifiquement la Moldavie après avoir été de facto indépendant de 1990 à 1994,.

## Histoire
Le Congrès spécial des représentants du peuple gagaouze s'est tenu le 12 novembre 1989, au cours duquel la République gagaouze a été proclamée en Moldavie, mais le lendemain, le Présidium du Conseil suprême de Moldavie a aboli les décisions du Congrès spécial, les qualifiant d'inconstitutionnelles.
Le Congrès des députés du peuple de la steppe sud de la Moldavie a déclaré l'indépendance vis-à-vis de la Moldavie et l'établissement de la République gagaouze le 19 août 1990. Deux jours plus tard, le Présidium du Conseil suprême de Moldavie a tenu une réunion d'urgence et une décision a été prise de déclarer la république illégale et le congrès inconstitutionnel. Un détachement de volontaires moldaves et des unités de police ont été envoyés en Gagaouzie pour réprimer la dissidence, mais l'arrivée de soldats SSV a empêché l'effusion de sang.
En décembre 1994, sur la base des accords conclus par la République gagaouze et la République de Moldavie, un document sur l'intégration pacifique de la Gagaouzie avec des droits autonomes a été signé. L'intégration s'est déroulée de décembre 1994 à juin 1995, date à laquelle la République gagaouze s'est légalement dissoute et est devenue l'Unité territoriale autonome de Gagaouzie.

## Forces armées
Alors que le conflit gagaouze se développait et que les tensions entre les Gagaouzes et le gouvernement central de Chișinău restaient élevées, les localités gagaouzes ont commencé à établir des structures paramilitaires pour leur autodéfense. Le plus important était le bataillon Budjak (en gagaouze Bucak Batalyonu, en roumain Batalionul Bugeac), dirigé par le nationaliste et homme politique İvan Burgucu (ru).